# Seguidor del vent

a) Aerogenerador contravent equipat amb un sistema d'ajust actiu, b) Aerogenerador contravent equipat amb un sistema d'ajust passiu, c) Aerogenerador contravent equipat amb un sistema d'ajust passiu.

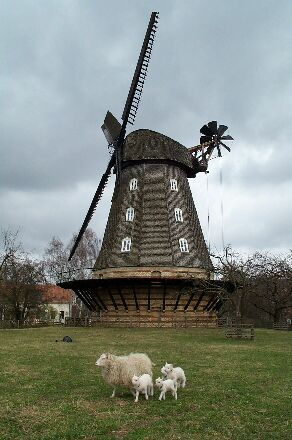
El Britzer Mühle de Berlín, a la dreta la rosa del vent per seguir la direcció del vent

El seguidor del vent o seguidor de direcció del vent, és un mecanisme o un sistema tècnic per alinear el rotor d'una roda eòlica d'eix horitzontal, un molí de vent o una turbina eòlica contra el vent (nom antic: "krühen"). Això es pot fer amb força humana, per la força del propi vent, o mitjançant servomotors (ajust d'azimut), com és habitual amb els aerogeneradors.

## Ajust cap al vent
L'alineació pel mateix vent es pot fer, per exemple, mitjançant un simple penell en petits sistemes o mitjançant una roda de vent auxiliar, anomenada roda lateral o rosa del vent. Aquest últim sistema és molt emprat en els molins de vent holandesos.
L'eix de rotació de la roda lateral es troba a la tapa giratòria del molí, transversal a l'eix del molinet principal, i acciona un vis sens fi que enganxa les dents a l'anell inferior de l'anell de rotació que suporta la tapa. Si la roda lateral es fa girar per un vent creuat, posa en moviment la caixa de canvis i, per tant, tot el dosser. L'autobloqueig de la caixa de canvis evita canvis de direcció massa freqüents.
L'anell giratori està dissenyat com un coixinet lliscant està protegit de la intempèrie per un davantal. Un accionament d'engranatges de diverses etapes en lloc d'un un vis sens fi permet que l'anell giratori tingui dents internes més fàcils d'accedir-hi.

## Ajust de potència

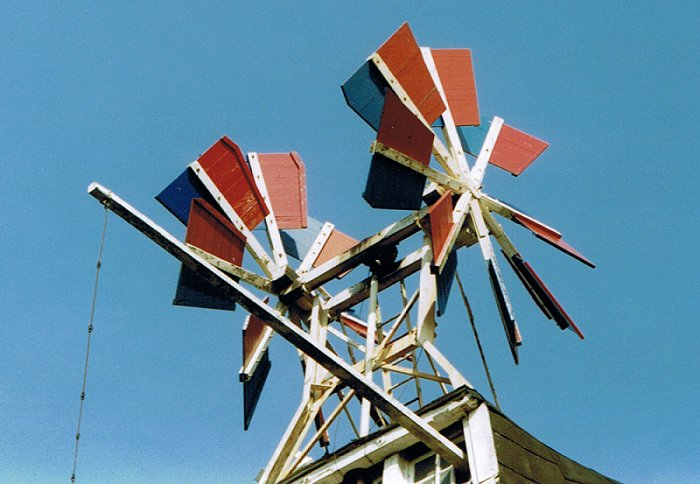
Doble rosa del vent en un molí de vent

Els sistemes de control d'alimentació externa determinen la direcció del vent mitjançant sensors, els anomenats sensors de direcció del vent, i controlen els servomotors elèctrics. Per tal d'evitar les vibracions del sistema al voltant de l'eix vertical, els diversos servomotors s'ajunten entre si o tot el coixinet es fixa amb un fre quan no està en moviment. Durant els moviments al voltant de l'eix vertical, els forts moments de resistència (forces giroscòpiques) actuen sobre el rotor i la resta de l'estructura. El seguiment de la direcció del vent als aerogeneradors moderns és, per tant, lent i molt esmorteït.
A la llarga, seguir constantment la direcció del vent provocaria que les connexions dels cables a la torre quedessin enrotllats sobre l'eix. El control del sistema garanteix el desenrotllament quan cal. Així, de tant en tant es fa fer a la góndola un "passeig en carrusel", amb una revolució que triga uns 10 a 20 minuts. Això es pot fer amb vents fluixos o tranquils, i n'hi ha prou amb fer girar la góndola tres o quatre revolucions.